# 안성환
안성환(安城煥, 1963년 10월 17일 ~ )은 대한민국의 제7·8·9대 경기도 광명시의원이다.

## 학력
- 연세대학교 행정학과 학사 졸업

## 경력
- 광명시 학원연합회장
- 광명시 체육회 상임이사
- 국회의원 보좌관
- 광명시 소통자문위원
- 광명시 주민참여예산연구회 회장
- 2017.04.11 더불어민주당 탈당
- 2015.04 ~ 2018.06 제7대 경기도 광명시의회 의원
- 2015.04 ~ 2016.07 제7대 경기도 광명시의회 전반기 자치행정위원회 위원
- 2015.04 ~ 2016.07 제7대 경기도 광명시의회 전반기 예산결산특별위원회 위원장
- 2016.07 ~ 2018.06 제7대 경기도 광명시의회 후반기 자치행정위원회 부위원장
- 2018.07 ~ 2022.06 제8대 경기도 광명시의회 의원
- 2018.07 ~ 2020.07 제8대 경기도 광명시의회 전반기 복지문화건설위원회 위원
- 2018.07 ~ 2020.07 제8대 경기도 광명시의회 전반기 예산결산특별위원회 위원
- 2019.01.31 바른미래당 탈당
- 2019.05.09 더불어민주당 복당
- 2020.07 ~ 2022.06 제8대 경기도 광명시의회 후반기 운영위원회 위원
- 2020.07 ~ 2022.06 제8대 경기도 광명시의회 후반기 예산결산특별위원회 위원
- 2020.07 ~ 2022.06 제8대 경기도 광명시의회 후반기 자치행정교육위원회 위원장
- 2020.09 ~ 2020.12 제8대 경기도 광명시의회 광명도시공사특별위원회 위원
- 2022.07 ~ 2026.06 제9대 경기도 광명시의회 의원
- 2022.07 ~ 2024.07 제9대 경기도 광명시의회 전반기 의장

## 수상
- 2017 지방자치평가 의정대상 수상

## 역대 선거 결과
|  | 31.16% |

|  | 39.16% |

|  | 16.67% |

|  | 35.15% |